# 提坦之战
提坦之战（希臘語：Τιτανομαχία）指的是希腊神话中提坦神族（巨人族）与奥林匹斯神族为了争夺宇宙霸主地位而展开的一场战争。

## 背景
最初，“天神”烏拉诺斯主導着所有宇宙與天国，他每晚来到地面将地球包拢住，與“大地之母”盖亚交合，先后生下了十二位“巨人”泰坦（六兒六女）、三位“百臂巨人”（Hecatoncheires，赫卡同克瑞斯）和三位“獨眼巨人”（Cyclops，库克洛普斯）。但是烏拉诺斯認為獨眼巨人和百臂巨人长相怪異，不如泰坦那种正常的人形，于是出生没多久就把他们塞回母亲的子宫，把他们关进了“地狱”塔耳塔罗斯。盖亚看到她辛辛苦苦怀胎抚养的孩子们被乌拉诺斯一一打入地狱，感到不满，她下定决心要推翻乌拉诺斯。一天她召集孩子们计划驱逐乌拉诺斯。十二位提坦中只有最小的克洛诺斯敢于执行。盖亚用一块灰色的燧石造出一把镰刀交给了克洛诺斯。当乌拉诺斯来与盖亚交合时，克洛诺斯在他母亲的帮助下将乌拉诺斯的生殖器用镰刀割下并抛入海中。烏拉诺斯跑回天国，从此乌拉诺斯不再返回地球，天与地就此分开。
因为烏拉诺斯的生殖力强旺，被割下的生殖器落入海中后，从精血中生出了“复仇女神”厄里倪厄斯、“精灵仙女”梣木宁芙和“巨灵”癸干忒斯；从生殖器留下的泡沫中生出了“爱与美神”。后来，克洛诺斯为了巩固他的霸权，把他的兄弟姐妹们（赫卡同克瑞斯、庫克洛普斯和癸干忒斯）囚禁于地狱。盖亚见克洛诺斯跟他父亲一样妄权，诅咒克洛诺斯会像当年他反抗父亲乌拉诺斯一样地被他的后代推翻。克洛诺斯生怕盖亚的诅咒，每当其妻瑞亚生下孩子，他便把婴孩吞食肚中。当瑞亚生宙斯时，她把宙斯藏走，并把一块石头用布包裹起来后递给了克洛诺斯吞食，克洛诺斯受骗。瑞亚把宙斯带到了克里特岛，抚养成人。宙斯决定拯救被克洛诺斯吞食的亲姐弟。“机智女神”墨提斯酿出了一壶特殊的葡萄酒交给了宙斯，说这酒让克洛诺斯喝下后会使他感到肚痛，促使克洛诺斯吐出肚里的五位兄弟姐妹。于是宙斯从克洛诺斯的肚里救出了他的五位亲姐弟，这便是奥林匹斯神族。六位奥林匹斯神从此开始征讨克洛诺斯。克洛诺斯跑到了他的亲姐弟提坦神族那里，召集他们抵抗奥林匹斯神族，自此全面发动了提坦之战。

## 战争
宙斯杀死女妖坎珀，把克洛诺斯的兄弟赫卡同克瑞斯、库克洛普斯和癸干忒斯解救出塔耳塔罗斯地狱。他从奥林匹斯山带领奥林匹斯神族、赫卡同克瑞斯、库克洛普斯和癸干忒斯向提坦神族驻地（希腊中部的俄特律斯山）进攻，雙方展開超激烈交戰，持續十年，幾乎毀了宇宙，最终擊败了提坦神族。擊败的提坦神族被驱逐到塔耳塔罗斯地狱。其中最有名的提坦是阿特拉斯，他被宙斯降罪来用双肩支撑苍天，成为了希腊神话中的“擎天神”。宙斯成为最高天神“众神之王”。为了避免亲兄弟间的互相残杀和克洛诺斯的后果，他用抽签的方式与他的兄弟波塞冬与哈底斯分权。宙斯得到了天权，成为“天王”；波塞冬得到了海，成为“海王”；哈底斯得到了冥界死域，成为“冥王”。

## 文献
唯一完整流传至今提及提坦之战的文献是赫西俄德于约前700年写作的《神谱》诗一首。另有一首讲述提坦之战全面过程的史诗《提坦之战》（约前七世纪）不幸失传，但这本书被二世纪希腊作家普鲁塔克在他的《音乐》散文中引述。

## 影视作品
- 希臘封神榜
- 惊天战神
- 诸神之怒

## 游戏作品
- 戰神：奧林匹斯之鏈
- 戰神2
- 戰神3
- 神话世纪